# 앨런 래드
앨런 월브리지 래드(영어: Alan Walbridge Ladd, 1913년 9월 13일 ~ 1964년 1월 29일)는 미국의 배우이다.

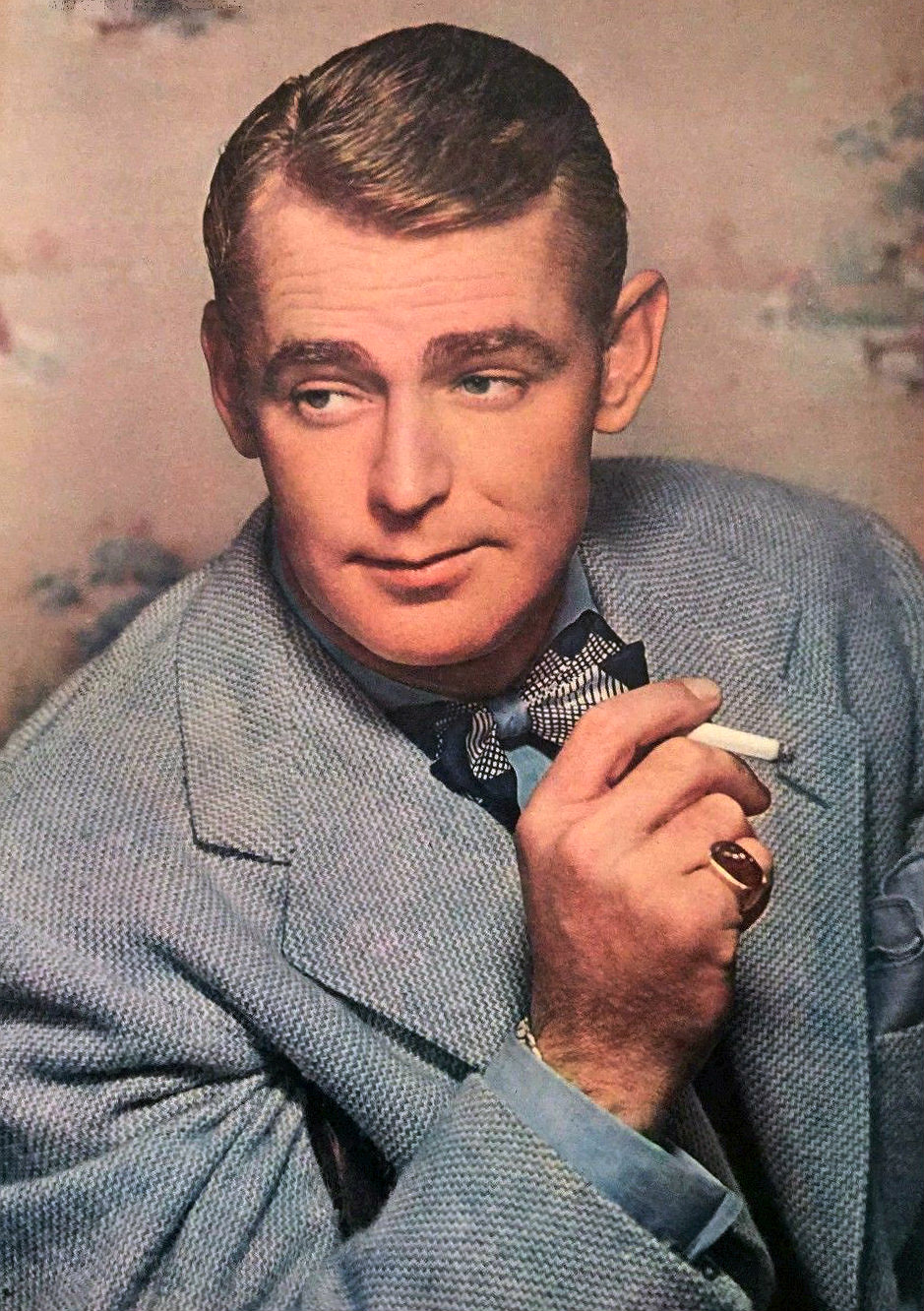
앨런 래드 (1948년)

## 출연 작품
- 카펫베거 (1964)
- 프라우드 레벨 (1958)
- 더 빅 랜드 (1957)
- 딥 식스 (1957)
- 해녀 (1957)
- 산티아고 (1956)
- 창공에 지다 (1955)
- 셰인 (1953)
- 캡틴 캐리 USA (1950)
- 위스퍼링 스미스 (1948)
- 캘커타 (1947)
- 마이 페이버릿 브뤼넷 (1947)
- 버라이어티 걸 (1947)
- 블루 달리아 (1946)
- 선원으로서의 2년간 (1946)
- 솔티 오로키 (1945)
- 사랑의 서광 (1944)
- 더 글래스 키 (1942)
- 럭키 조단 (1942)
- 스타 스팽글드 리듬 (1942)
- 백주의 탈출 (1942)
- 데이 멧 인 봄베이 (1941)
- 페이퍼 블렛 (1941)
- 검은 고양이 (1941)
- 리럭턴트 드래곤 (1941)
- 그린 호넷 (1940)
- 더 골드윈 폴리스 (1938)